# Église-Neuve-d’Issac
Église-Neuve-d’Issac ist eine französische Gemeinde mit 122 Einwohnern (Stand 1. Januar 2022) im Département Dordogne in der Region Nouvelle-Aquitaine (vor 2016: Aquitanien). Die Gemeinde gehört zum Arrondissement Périgueux (bis 2016: Bergerac) und zum Kanton Périgord Central.
Der Name in der okzitanischen Sprache lautet Gleisa nueva d’eiçac und bedeutet „Neue Kirche von Issac“.

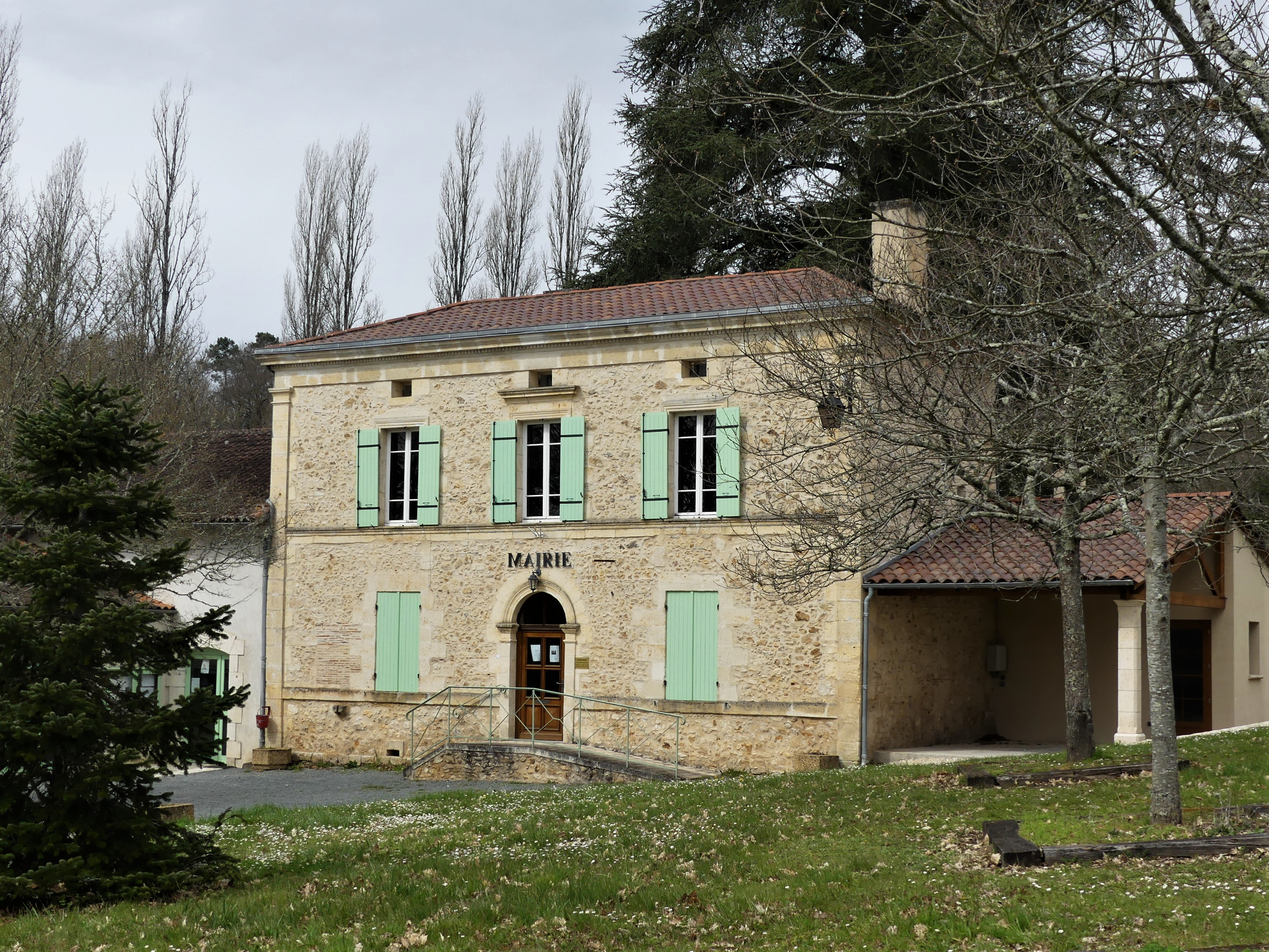
Rathaus

## Geographie
Église-Neuve-d’Issac liegt ca. 35 Kilometer südwestlich von Périgueux und ca. 15 Kilometer nordwestlich von Bergerac in der Region Landais der historischen Provinz Périgord.
Umgeben wird Église-Neuve-d’Issac von den Nachbargemeinden:
| Bourgnac   | Issac                                       |                     |
| Les Lèches | Kompassrose, die auf Nachbargemeinden zeigt | Beleymas            |
|            | Laveyssière                                 | Saint-Jean-d’Eyraud |

Église-Neuve-d’Issac liegt im Einzugsgebiet des Flusses Dordogne.
Die Beauronne, ein linker Nebenfluss der Isle, entspringt in Église-Neuve-d’Issac. Der Ruisseau de l’Ironzeau, ein Nebenfluss des Eyraud, bewässert ebenfalls das Gebiet der Gemeinde.

## Geschichte
Die Pfarrgemeinde unterstand der Abtei Charroux.

### Toponymie
Toponyme und Erwähnungen von Église-Neuve-d’Issac waren:
- Ecclesia Nova (1117, Register der Abtei Charroux),
- Ecclesia Nova de Eyraudo (1365, Collection de l’abbé de Lespine),
- Paroch. B. Mariæ de Eyraudo und Eccles. Nova Sanctæ Mariæ (1476, Güterbuch der Abtei Charroux),
- Église Neuve d’Eyraud (1750, Karte von Cassini),
- Église Neuve (1793, Notice Communale),
- Églineuve-d’Issat (1801, Bulletin des Lois).[3][4][5]

### Einwohnerentwicklung
Nach Beginn der Aufzeichnungen stieg die Einwohnerzahl in der Mitte des 19. Jahrhunderts auf einen Höchststand von rund 510. In der Folgezeit sank die Größe der Gemeinde bei kurzen Erholungsphasen bis zu den 1990er Jahren auf 115 Einwohner, bevor sich ein moderates Wachstum einstellte, das bis heute anhält.
| Jahr      | 1962 | 1968 | 1975 | 1982 | 1990 | 1999 | 2006 | 2010 | 2022 |
| --------- | ---- | ---- | ---- | ---- | ---- | ---- | ---- | ---- | ---- |
| Einwohner | 162  | 150  | 135  | 142  | 115  | 119  | 130  | 128  | 122  |

## Sehenswürdigkeiten

### PfarrkircheNotre-Dame-de-la-Nativité

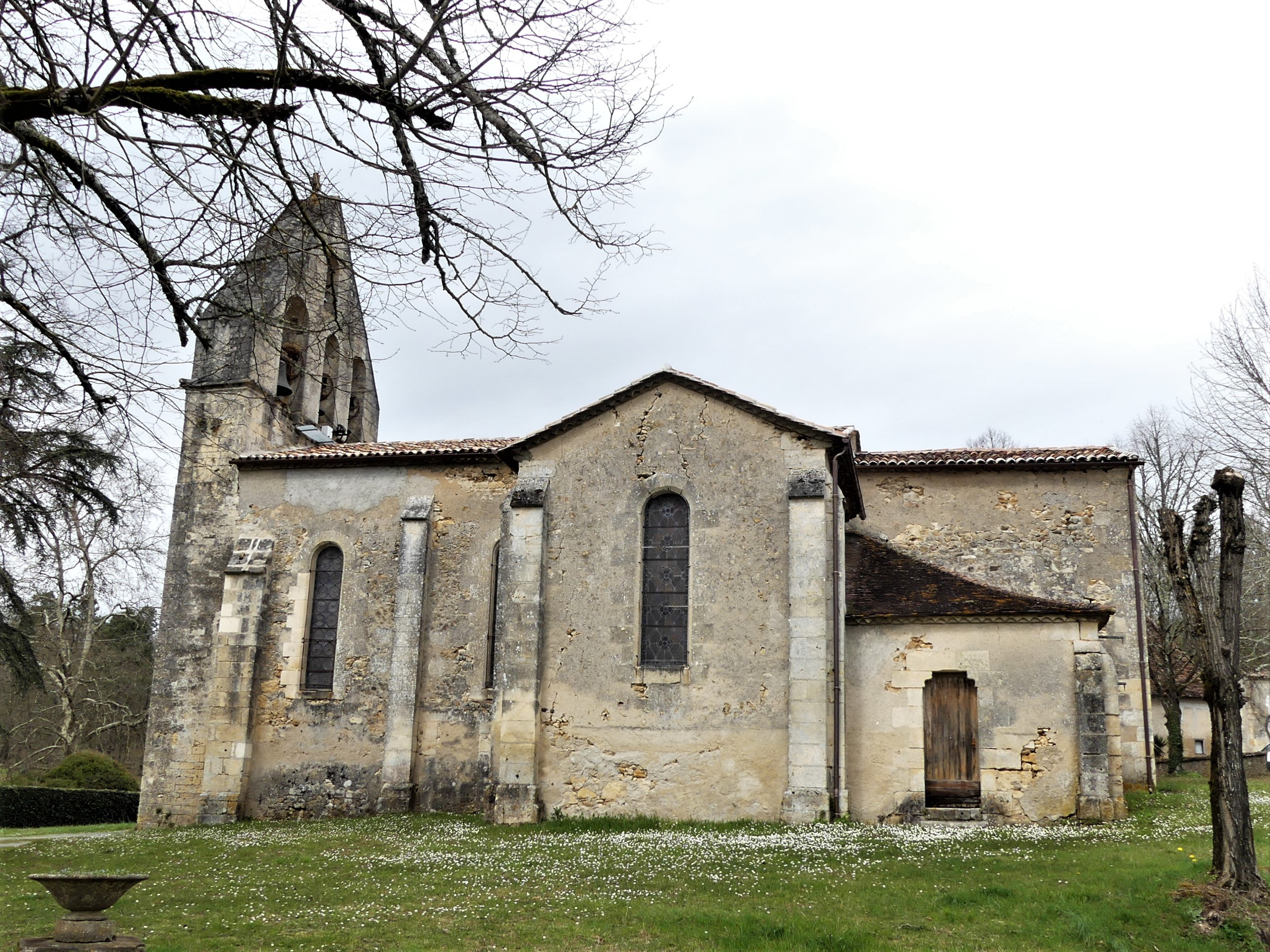
Pfarrkirche Notre-Dame-de-la-Nativité

Sie wurde im 12. Jahrhundert errichtet und ist eines der ältesten Kirchen des Kantons trotz des Namens der Gemeinde. Sie besitzt einen Grundriss in Form eines lateinischen Kreuzes mit Orientierung nach Osten. Aufgrund mehrere Umbauten im Laufe der Jahrhunderte ist das älteste erhaltene Element die Westfassade, aus der sich ein dreieckiger Glockengiebel erhebt. Er zeigt vier Fensteröffnungen auf zwei Reihen für die Glocken, wovon eine aus dem 16. Jahrhundert, zwei andere aus dem 19. Jahrhundert datieren. Die obere Fensteröffnung trug lange Zeit keine Glocke, bis der Pfarrer Guérin am Anfang des 20. Jahrhunderts ein Nachsehen hatte. Da er nicht über die Geldmittel für eine echte Glocke verfügte, ließ er eine aus Holz herrichten, die mit Metall überzogen ist. Auf der Spitze des Giebels ist ein Kreuz angebracht. Auf der linken Seite des Giebels ist ein Tolosanerkreuz eingemeißelt, auf der rechten Seite eine Schwertlilie. Die Symbolik drückt die Vereinigung von Okzitanien und der französischen Krone unter dem Kreuz aus. Am Ende der Schrägen sind ein Bär und ein menschliches Gesicht zu erkennen, das grimmig erscheint. Diese Darstellung von Jean de l’ours, eines der letzten großen urgeschichtlichen Mythen, ist seit dem 14. Jahrhundert in Kirchen relativ weit verbreitet. Die Fassade ist weiterhin verziert mit Wasserspeiern und vier Elementen, die im 15. Jahrhundert ausgestaltet wurden. Unter Wiederverwendung romanischer Konsolen sind zwei menschliche Gesichter, ein Pferdekopf und ein Widderkopf ausgemeißelt. Das Langhaus der Kirche besitzt eine Länge von drei Jochen und ist mit einem Kreuzrippengewölbe gedeckt.

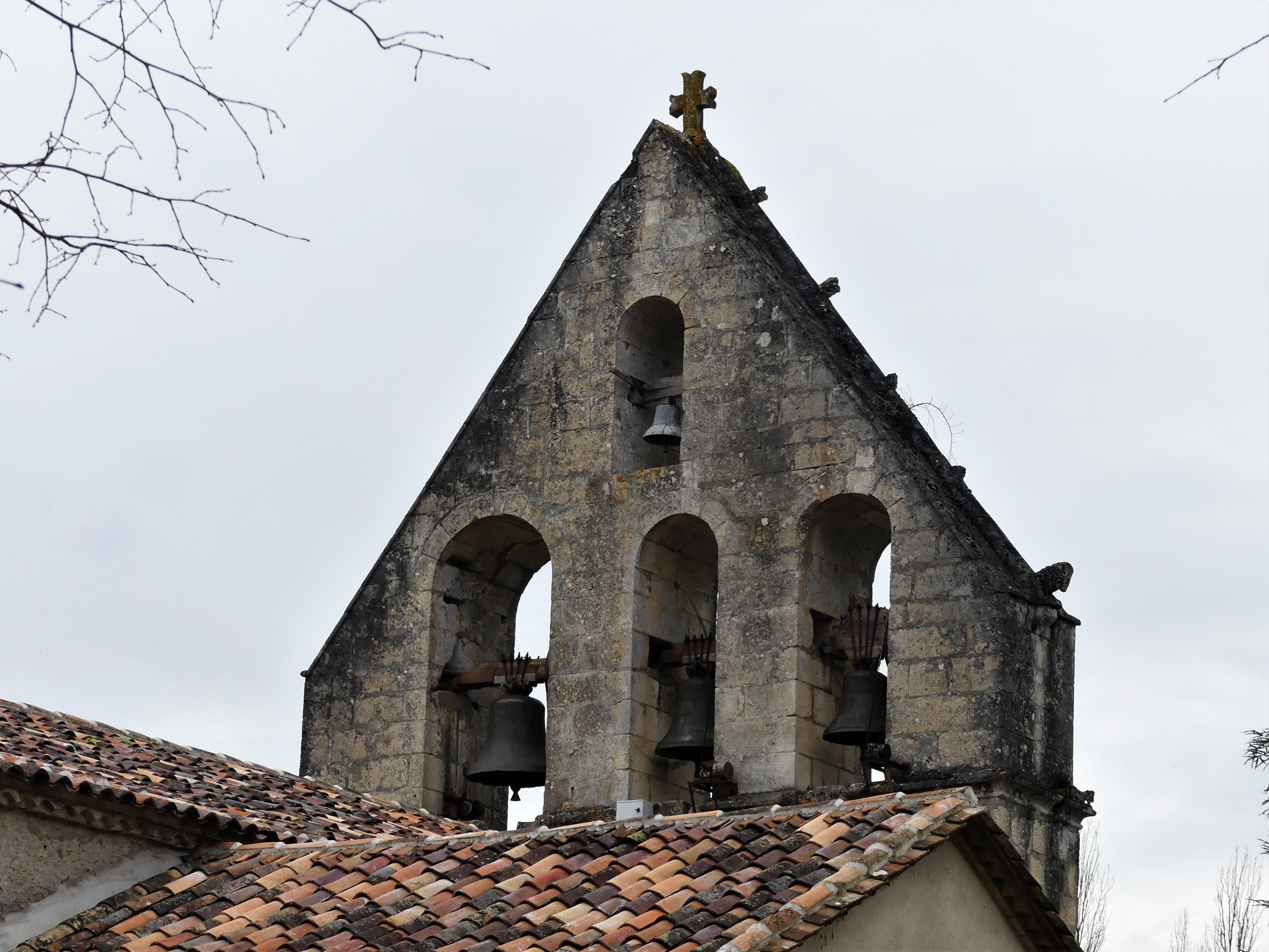
Glockengiebel
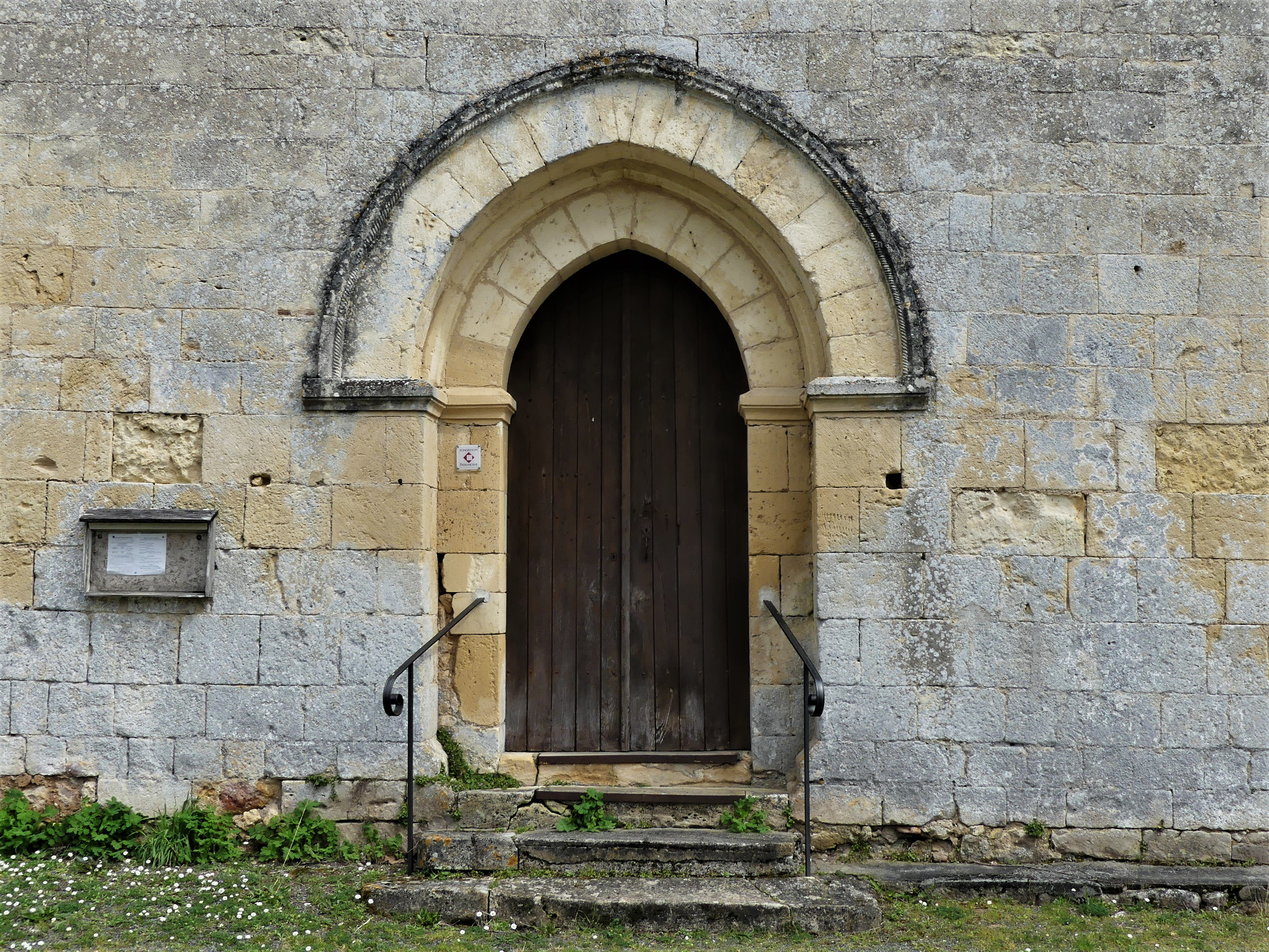
Eingangsportal
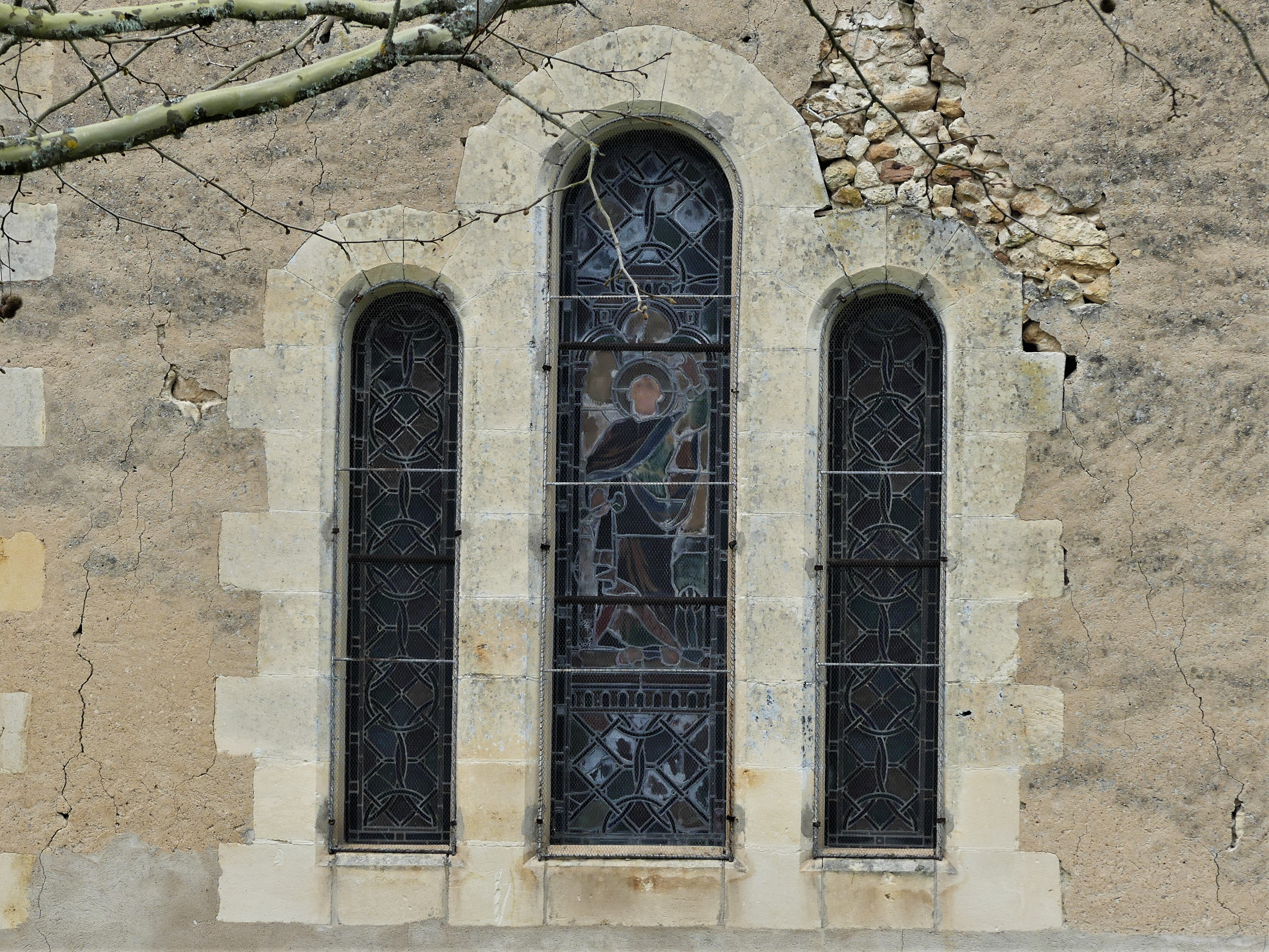
Fenster in der Apsis

## Wirtschaft und Infrastruktur
Handel und Dienstleistungen sind die wichtigsten Wirtschaftsfaktoren der Gemeinde.

### Verkehr
Église-Neuve-d’Issac ist hauptsächlich erreichbar über lokale Straßen, die von der Route départementale 709, der ehemaligen Route nationale 709, abzweigen. Die D709 ermöglicht im Norden einen Anschluss an die Autoroute A 89, genannt La Transeuropéenne. Im Süden stellt sie eine Straßenverbindung nach Bergerac her.